# تسرنچه، یاگودینا
تسرنچه (صربی: Crnče}} یک منطقهٔ مسکونی در صربستان است که در Pomoravlje District واقع شده‌است.
 تسرنچه  ۲۴۸ نفر جمعیت دارد.